# Pascal Mouassiposso
Pascal Mouassiposso Mackongui est un athlète, militaire et homme politique de la République du Congo, né le 22 avril 1934 à Itanga et mort le 5 janvier 2015 à Paris.

## Carrière

### Carrière sportive
Il est médaillé d'argent du 400 mètres aux Jeux de l'Amitié de 1961 à Abidjan.
Membre fondateur de la Confédération africaine d'athlétisme, il est président de la Fédération congolaise d'athlétisme pendant 23 ans et de l'Union des Fédérations d’athlétisme amateur d'Afrique centrale pendant 18 ans.
Il reçoit la médaille d'argent de l'Ordre olympique en 1996.

### Carrière militaire
Pascal Mouassiposso s'engage dans l'armée coloniale, rejoignant la gendarmerie en 1955.Il suit un stage de sous-officiers métropolitains à Fréjus en France en 1959, puis est formé au poste d'officier de la gendarmerie à Melun en 1964.
Il est directeur de l'école de gendarmerie de Brazzaville, officier adjoint puis commandant des escadrons de gendarmerie de Brazzaville et officier des sports. Il est aussi commandant adjoint des forces terrestres des Forces armées congolaises et de la zone autonome de Brazzaville, coordonnateur des postes de police militaire de la zone autonome de Brazzaville directeur général de la police nationale et inspecteur des forces de sécurité. Premier commandant du régiment d'apparat et d'honneur et directeur national du protocole, il a officié dans la garde rapprochée du président Marien Ngouabi.

### Carrière politique
Pascal Mouassiposso rejoint le Parti congolais du travail en 1985. Il est de 2002 à 2008 sénateur et premier vice-président de la commission Défense et sécurité.